# Hitch: Najlepszy doradca przeciętnego faceta

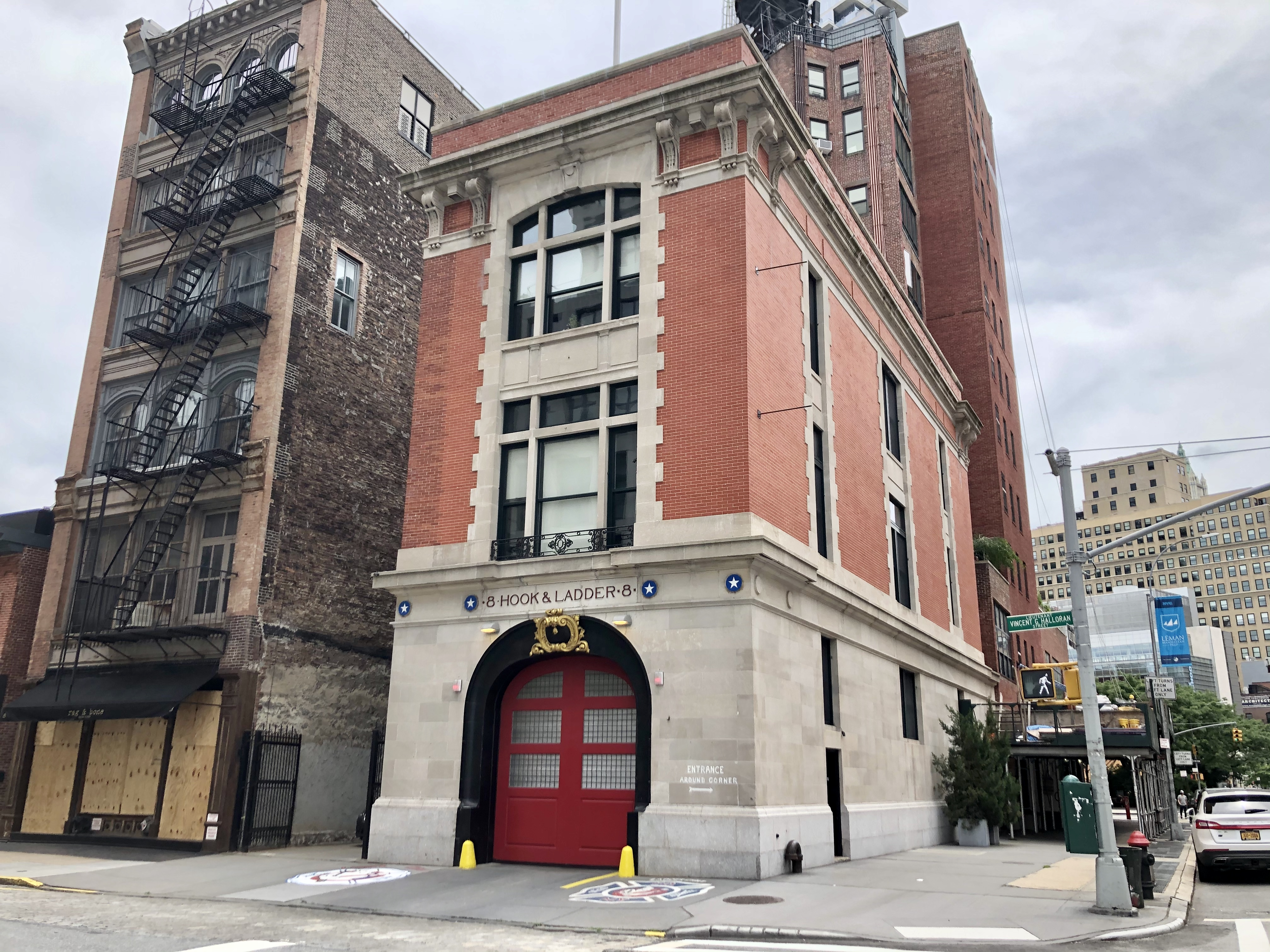
Budynek straży pożarnej w Nowym Jorku odgrywał scenografię w filmie.

Hitch: Najlepszy doradca przeciętnego faceta (ang. Hitch) – amerykańska komedia romantyczna.

## Fabuła
Alex "Hitch" Hitchens (Smith) to słynny – i anonimowy – nowojorski „lekarz serc”, który za odpowiednią opłatą pomaga nieśmiałym mężczyznom zdobyć kobiety ich marzeń. Podczas spotkań ze swoim klientem, Albertem Brennamanem (James), łagodnym księgowym, porażonym urodą gwiazdy towarzystwa Allegry Cole (Valletta), Hitch odnajduje swoją połówkę w osobie Sary Melas (Mendes), dziennikarki plotkarskiej kolumny śledzącej każdy krok Allegry. Z pozoru zatwardziały kawaler, Hitch niespodziewanie dla samego siebie zakochuje się w Sarze, rasowej reporterce. Gdy jeden z niedoszłych klientów Hitcha łamie serce przyjaciółki Sary, Sara postanawia odnaleźć i zdemaskować Hitcha w swojej kolumnie. Wykorzystując swoje talenty udaje się Hitchowi osiągnąć, wydawałoby się, niemożliwego i zeswatać Alberta z Allegrą, jednak jego wypróbowane metody nijak mu nie pomagają zdobyć Sary. Gdy po wielu staraniach Hitch osiąga cel, Sara dowiaduje się, że chłopak, z którym się umawia, naprawdę jest „lekarzem serc”, którego szukała i zrywa z Hitchem. Albertowi i Allegrze również przestaje się układać. Po szczerej rozmowie z Allegrą udaje się Hitchowi przekonać ją, aby dała jeszcze jedną szansę Albertowi.
Ostatecznie Allegra i Albert pobierają się, Sara powraca do Hitcha i „lekarz serc” musi przyznać, że jego klienci dopinali swojego celu nie tyle słuchając jego rad, co będąc samym sobą.

## Obsada
- Will Smith – Alex „Hitch” Hitchens
- Eva Mendes – Sara
- Kevin James – Albert
- Amber Valletta – Allegra Cole
- Julie Ann Emery – Casey Sedgewick
- Adam Arkin – Max
- Robinne Lee – Cressida Baylor
- Nathan Lee Graham – Geoff
- Michael Rapaport – Ben
- Jeffrey Donovan – Vance Munson
- Paula Patton – Mandy